# Mercury Grand Marquis
Mercury Grand Marquis — американский шестиместный полноразмерный заднеприводный седан средней ценовой категории с рамным шасси и двигателем V8, выпускавшийся с ранее чем 1976 по 2011 год подразделением Lincoln-Mercury компании Ford Motor Company.
Слово Marquis впервые было использовано как обозначение пакета опций для Mercury Monterey модели 1967 года. Впоследствии оно стало названием модели, вытеснив обозначение Monterey. С 1975 года была введёна комплектация Grand Marquis, стоявшая над базовым уровнем комплектации Marquis и улучшенным Marquis Brougham. Ситуация сохранилась и после перевода модели на новую, более компактную платформу Panther в 1979 году. Самостоятельная модель Mercury Grand Marquis в 1983 модельном году, когда Marquis был переведён на ещё более компактную платформу Fox.
Mercury Gran Marquis, наряду с построенными на той же платформе Panther моделями Lincoln Town Car и Ford Crown Victoria, являлся одним из последних традиционных американских полноразмерных седанов, расцвет которых пришелся на 1960 — первую половину 1970 годов. Остальные североамериканские автомобили категории fullsize хотя формально и считаются одноклассными с моделями платформы Panther, но существенно уступают им по внешним габаритам и сильно отличаются конструктивно; в частности, до недавнего времени практически все они имели привод на передние колёса, большинство оснащается шестицилиндровыми двигателями, и ни один из них не имеет отдельной от кузова рамы.
2 июня 2010 года Ford объявил о грядущем прекращении производства всех автомобилей под маркой Mercury, включая Grand Marquis, и с октября прекращено. К этому времени было выпущено около 2,7 млн автомобилей.
- На Викискладе есть медиафайлы по теме Mercury Grand Marquis